# Bunuri mobile din domeniul etnografie clasate în patrimoniul cultural național al României aflate în județul Alba
Acestă listă conține bunurile mobile din domeniul etnografie clasate în Patrimoniul cultural național al României aflate la momentul clasării în județul Alba.

## Fond
| Foto | Informații generale                 | Detalii tehnice | Descriere | Deținător                                | Legături |
| ---- | ----------------------------------- | --- | --- | ---------------------------------------- | -------- |
|      | Furcă "cu coarne" sau " încristită" | Datare: 4/4 secol XlX. Descoperit: jud. SIBIU, com. Dobra Dimensiuni: Lungime aripi: 15 cm Material: Lucrată în gospodărie din lemn de brad, tăiat, cojit, cioplit cu barda, fasonat, îmbinat și decorat prin crestare, perforare și incizare cu cuțitul. Ornamentele sunt geometrice: linii, romburi, cruci, zimți. | Lucrată din lemn de brad, în gospodărie, este alcătuită din tija subțiată la cele două capete și aripi. Tija poliedrică este împărțită în lungime în 12 registre ornamentate cu șiruri de motive geometrice, dispuse vertical, alcătuite din linii drepte și "dinti de fierăstrău" sau zimți și romburi. Aripile sunt ornamentate pe toată suprafața, pe ambele părți, fiind acoperite cu același tip de ornamente amplasate și pe tijă, linii drepte șii "dinții fierăstrăului", dar sunt combinate la bază cu câte un ornament perforat, care sugerează o cruce alcătuită din 4 "ferestruici" dreptunghiulare și una circulară în mijloc; în registrul superior este dispusă câte o cruce, executată tot prin perforarea materialului suport. Furca era lucrată de obicei de fecior și mergea cu ea la fata pe care o îndrăgea, să o ceară de soție. Acceptarea furcii de către tânără echivala cu acceptarea căsătoriei. Piesa este impresionantă prin finețea cu care au fost lucrate ornamentele și prin patina dobândită în timp. | Muzeul Național al Tăranului Român, Alba | Cimec    |